# Franco Campana
Franco Campana (* 28. März 1954 in Eraclea, Italien; † 25. November 2017 in Köln) war ein italienisch-deutscher Künstler und zwischenzeitlicher Fernsehmoderator. Einem größeren Publikum wurde er als Hütchenspieler Salvatore in der RTLplus-Sendung Pronto Salvatore bekannt.

## Leben

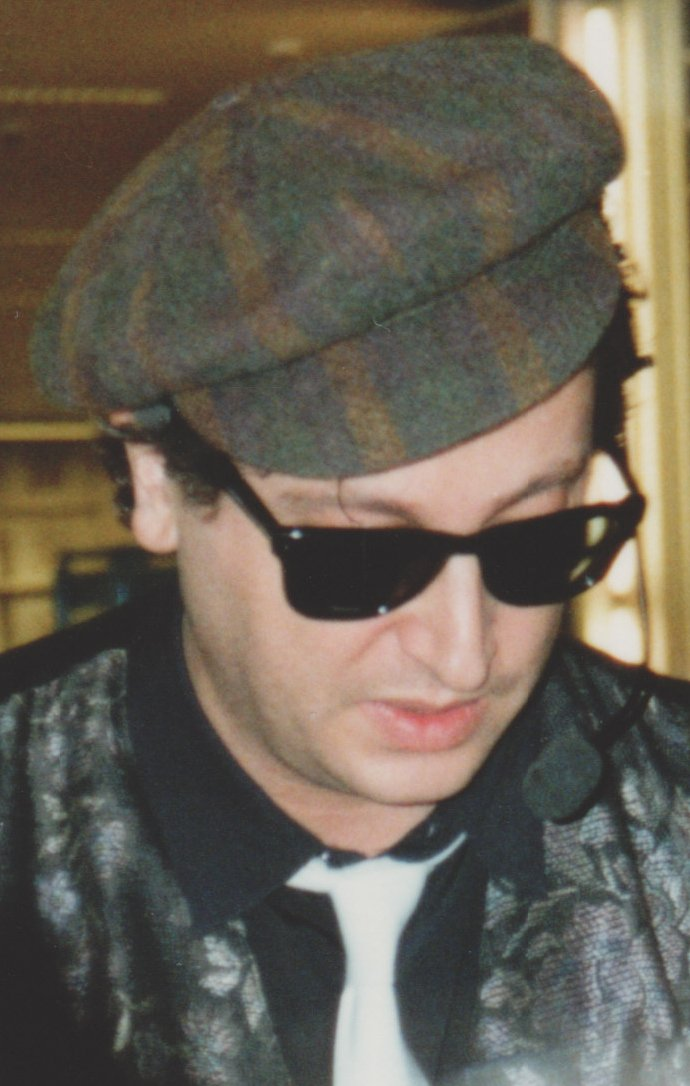
Franco Campana als Salvatore, 1989

Campana kam mit 16 Jahren nach Deutschland. Er studierte von 1974 bis 1982 im Fachbereich Kunst und Design der Fachhochschule Köln unter anderem bei Dieter Kraemer und schloss nach 18 Semestern mit dem Magistertitel ab. Von 1982 bis 1988 arbeitete er als freier Fotograf und Illustrator.
Durch einen zufälligen privaten Kontakt traf er den RTLplus-Unterhaltungschef Jochen Filser, der ihm aufgrund seiner Fähigkeiten beim Hütchenspiel ein Engagement bei dem Sender anbot. Daraufhin trat er, beginnend mit der Erstausstrahlung von Pronto Salvatore am 28. August 1988, bis 1991 regelmäßig in seiner Paraderolle als Hütchenspieler Salvatore auf.
Ab 1995 arbeitete Campana vorwiegend als Maler in Köln und spielte sporadisch als Nebendarsteller in Kino- und Fernsehfilmen mit. So stellte er 1998 in der Komödie Freundinnen und andere Monster den Eisverkäufer Antonio dar. 2004 trat er auch wieder als Hütchenspieler im Programm von tv.nrw auf.
Campana war Gast in mehreren Fernseh-Shows auf kommerziellen und öffentlich-rechtlichen Sendern, unter anderem bei Margarethe Schreinemakers und Harald Schmidt. Bis zuletzt lebte er als freischaffender Künstler. In Zusammenarbeit mit der Ravensburger Galerie 2106 entstand sein letzter großer Werkzyklus als Hommage an die malerische Tradition des italienischen Manierismus. Dieser wurde unter dem Ausstellungstitel Paragone im Dialog mit der Fotoserie Silent Confrontation des Berliner Fotografen Phil Dera vom 9. September bis 18. Oktober 2017 in Ravensburg präsentiert.
Campana hatte schon seit längerem Diabetes. Zuletzt litt der unverheiratete Kettenraucher an einer schweren Erkältung. Franco Campana starb kinderlos am 25. November 2017 im Alter von 63 Jahren an Nierenversagen im Kölner St. Marien-Hospital.

## Filmografie
- 1990: Ein Schloss am Wörthersee, Liebesgrüße aus Venedig
- 1991: Pizza Colonia
- 1998: Freundinnen & andere Monster